# Tipula pseudopruinosa
Tipula pseudopruinosa är en tvåvingeart som beskrevs av Gabriel Strobl 1895. Tipula pseudopruinosa ingår i släktet Tipula och familjen storharkrankar. Inga underarter finns listade i Catalogue of Life.